# ویلیام ای. پورتل
ویلیام ای. پورتل (به انگلیسی: William A. Purtell) سناتور سابق عضو حزب جمهوری‌خواه ایالات متحده آمریکا بود. وی در سال ۱۹۵۲ و ۱۹۵۳ تا ۱۹۵۹ میلادی سناتور ایالت کنتیکت در سنای ایالات متحده آمریکا بود.